# Olimpiostene
Olimpiostene (in greco antico: Ολυμπιοσθένης?, Olympiosthénēs; fl. IV secolo a.C.) è stato uno scultore greco antico attivo intorno al 370 a.C.
La sua città di origine è sconosciuta. Viene ricordato da Pausania per la realizzazione di tre statue delle Muse per il santuario dell'Elicona, mentre le altre sei furono eseguite da Strongilione e da Cefisodoto il Vecchio.